# Honnō-ji
Lo Honnō-ji (本能寺?) è un tempio buddista della scuola Nichiren, situato a Nakagyō-ku, Kyoto, in Giappone.

## Storia

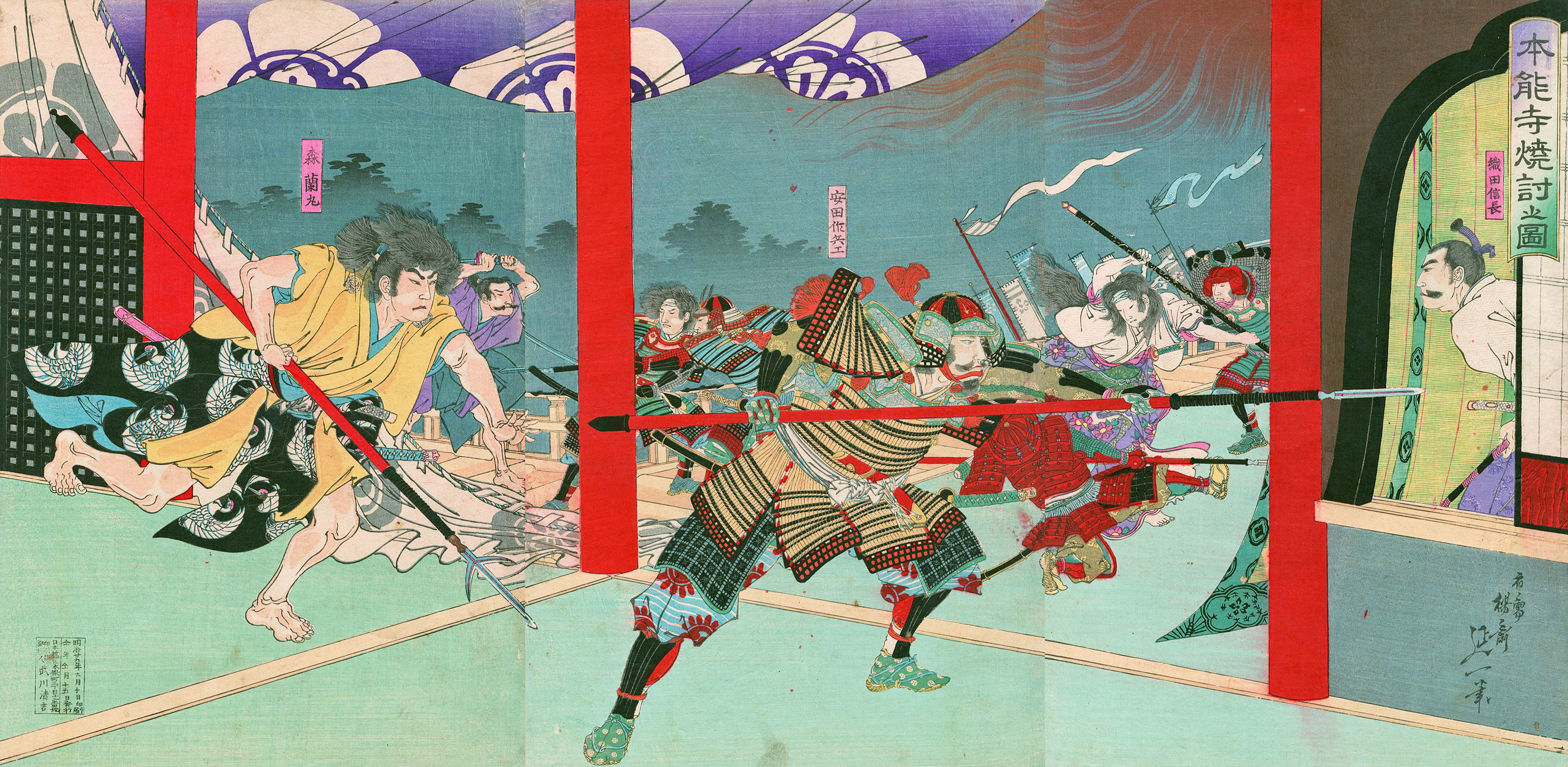
Incidente di Honnō-ji, stampa risalente al periodo Meiji.

Il tempio venne fondato nel 1415 dal monaco Nichiryu. Nel 1582 avvenne ciò che è noto sotto il nome di incidente di Honnō-ji: il daimyō Oda Nobunaga, che stava cercando di imporre il suo dominio sul Giappone, aveva deciso di trascorrere la notte nel tempio con la sua corte di mercanti e consiglieri quando venne tradito dal suo generale Akechi Mitsuhide, che, dopo un lungo assedio e l'incendio del tempio, costrinse al suicidio il daimyō e suo figlio Nobutada. Il tempio venne ricostruito nel 1589 nell'attuale posizione. Al termine del periodo Edo venne nuovamente distrutto da un incendio e ricostruito completamente nel 1928.